# 680

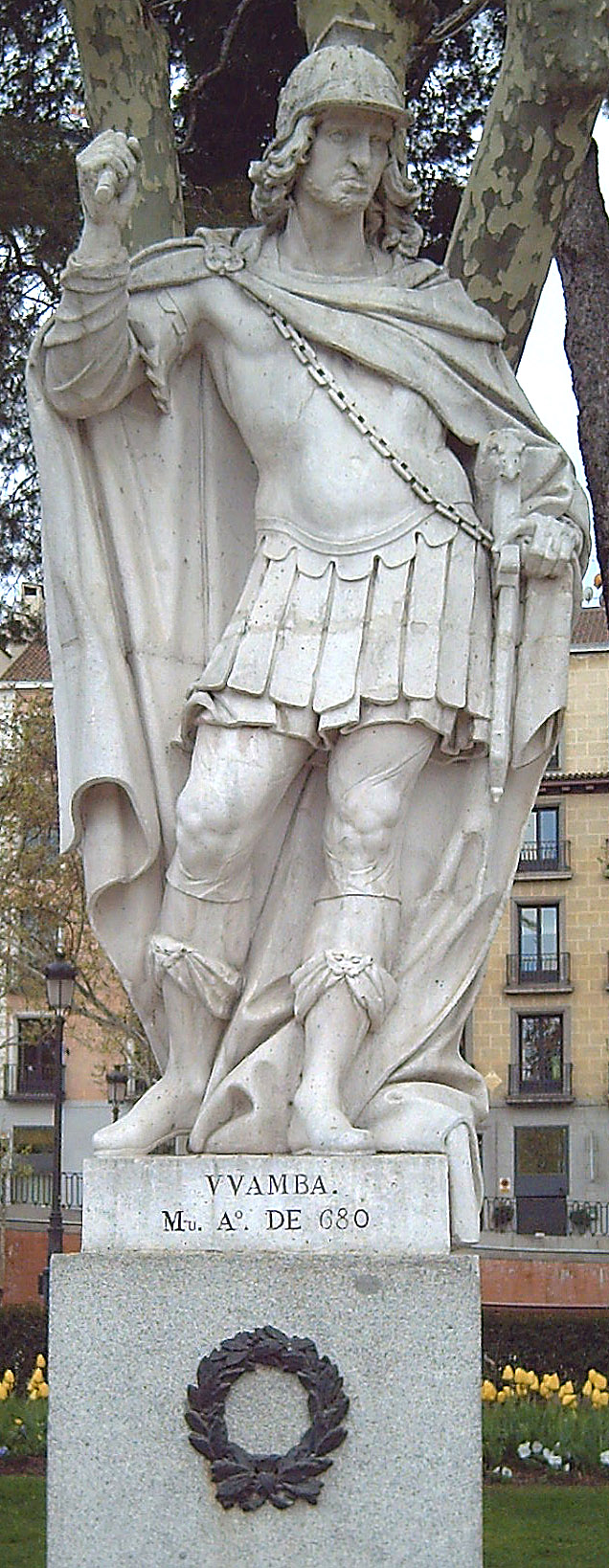
Koning Wamba van de Visigoten

Het jaar 680 is het 80e jaar in de 7e eeuw volgens de christelijke jaartelling.

## Gebeurtenissen

### Byzantijnse Rijk
- Byzantijns-Bulgaarse Oorlog: De Bulgaren onder aanvoering van Asparoech verslaan in de Donaudelta het Byzantijnse leger (25.000 man) onder bevel van keizer Constantijn IV. De Bulgaarse indringers overrompelen het Byzantijnse Rijk en veroveren de Slavische gebieden in Thracië en Moesië.

### Europa
- Koning Aldgisl overlijdt en wordt opgevolgd door zijn mogelijke zoon Radboud. Hij bestijgt de troon en regeert vanuit zijn residentie in Utrecht over het rivierengebied (Midden-Nederland) en het Friese Rijk. (waarschijnlijke datum)
- Koning Wamba wordt (na een mislukte poging hem te vergiftigen) gedwongen om af te treden en verbannen naar een klooster in Burgos (Noord-Spanje). Hij wordt opgevolgd door Eurik II als koning van de Visigoten.
- Arabische feloeken verkennen de Spaanse kuststreek bij de steden Alicante, Valencia en Barcelona. (waarschijnlijke datum)
- Theodo II wordt hertog van Beieren (Zuid-Duitsland). Hij vestigt zijn hoofdstad in Regensburg en begint met de opbouw van de Beierse kerk. (waarschijnlijke datum)
- Pepijn van Herstal (latere vader van Karel Martel) wordt benoemd tot hofmeier van Austrasië.

### Arabische Rijk
- 6 mei - Kalief Moe'awija I, stichter van de Omajjaden-dynastie, overlijdt na een regeerperiode van 19 jaar en wordt in Damascus (Syrië) opgevolgd door zijn zoon Yazid I. Na de dood van Moe'awija I reist Hoessein, kleinzoon van Mohammed, naar Koefa (huidige Irak) om het kalifaat op te eisen.
- 10 oktober - Slag bij Karbala: De 3e Imam Hoessein en zijn reisgezelschap worden bij Karbala door een overmacht van Arabische troepen van Yazid I op een gruwelijke wijze om het leven wordt gebracht. De slag wordt door de sjiieten jaarlijks herdacht tijdens Asjoera.

### Azië
- De Kojiki, het oudste bewaard gebleven historische boekwerk, wordt in opdracht van keizer Tenmu geschreven. Het beschrijft de antieke geschiedenis van Japan.

## Religie
- Het Derde Concilie van Constantinopel, tevens zesde algemeen concilie, begint. Hierin wordt het monotheletisme (Christus is werkelijk één God en mens) door paus Agatho veroordeeld in een dogmatische brief.
- Het Boek van Durrow, een verlucht manuscript, wordt mogelijk door benedictijnse monniken geschreven in Northumbria of op het eiland Iona in de Schotse Binnen-Hebriden. (waarschijnlijke datum)

## Geboren
- Bertrada de Oudere, Merovingisch prinses (waarschijnlijk geboortejaar - overleden na 721)
- Fujiwara no Muchimaro, Japans politicus (overleden 737)
- Genshō, keizerin van Japan (overleden 748)
- Oda van Brabant, Schots kluizenares (waarschijnlijk geboortejaar - overleden 726)
- Wu Daozi, Chinees kunstschilder (overleden 740)

## Overleden
- 30 januari - Bathildis (54), Frankisch koningin
- 6 mei - Moe'awija I (78), stichter van de Omajjaden-dynastie
- 9 oktober - Ghislenus, Frankisch missionaris
- 10 oktober - Hoessein (53), kleinzoon van Mohammed
- 17 november - Hilda van Whitby (~66), Brits abdis en heilige
- Abbas ibn Ali (33), Arabisch martelaar
- Aldgisl, koning van de Friezen (waarschijnlijke datum)
- Bhāskara I, Indisch wiskundige (waarschijnlijke datum)
- Caedmon, Angelsaksisch dichter (waarschijnlijke datum)
- Martin van Laon, Frankisch hertog (dux)
- Oemm Salama (83), echtgenote van Mohammed
- Wulfoald, hofmeier van Austrasië